# Peter Otter
Peter Otter (ur. 1913, zm. ?) – zbrodniarz hitlerowski, członek załogi niemieckiego obozu koncentracyjnego Dachau] i SS-Hauptscharführer.
Z zawodu rolnik. Członek NSDAP od 1933. W latach 1937–1942 pełnił służbę w Dachau jako Blockführer i kierownik komanda więźniarskiego. W sierpniu 1940 zakatował jugosłowiańskiego więźnia na śmierć. W lecie 1940 Otter uczestniczył w egzekucji około 40 więźniów polskich w obozowym areszcie. Oprócz tego wielokrotnie maltretował więźniów, zwłaszcza Żydów i Świadków Jehowy.
W procesie US vs. Peter Otter przed amerykańskim Trybunałem Wojskowym w Dachau, który odbył się w dniach 14–18 sierpnia 1947 skazany został na karę śmierci przez powieszenie. Wyrok w wyniku rewizji zamieniono na dożywocie.